# Orthotylus submarginatus
Orthotylus submarginatus är en insektsart som först beskrevs av Thomas Say 1832.  Orthotylus submarginatus ingår i släktet Orthotylus och familjen ängsskinnbaggar. Inga underarter finns listade i Catalogue of Life.